# Arrondissement Sarrebourg
Sarrebourg is een voormalig arrondissement van het Franse departement Moselle in de regio Lotharingen. De onderprefectuur is Sarrebourg.
Het arrondissement is op 1 januari 2015 een samenwerkingsverband aangegaan met het aangrenzende arrondissement Château-Salins. Daarmee is het  op 1 januari 2016 gefuseerd tot de nieuwe arrondissement Sarrebourg-Château-Salins net zoals de nieuw gevormde arrondissementen Forbach-Boulay-Moselle, Metz en Thionville.

## Kantons
Het arrondissement is samengesteld uit de volgende kantons:
- Kanton Phalsbourg
- Kanton Sarrebourg

Tot deze begin 2015 werden opgeheven omvatte het arrondissement Sarrebourg ook de volgende kantons:
- Kanton Fénétrange
- Kanton Lorquin
- Kanton Réchicourt-le-Château